# Pittura a tempera

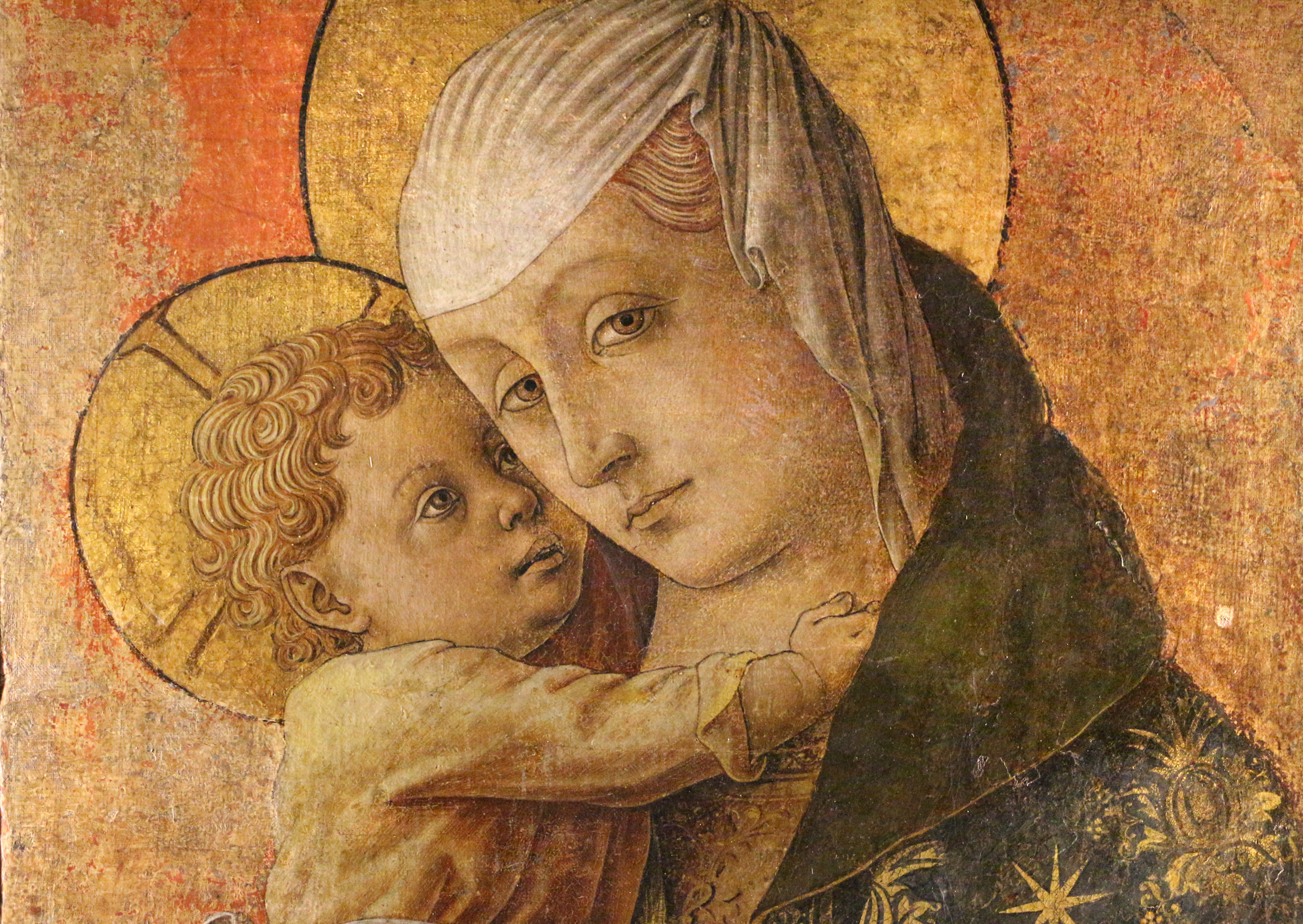
Carlo Crivelli, [Madonna di Macerata], dipinta a tempera su tela

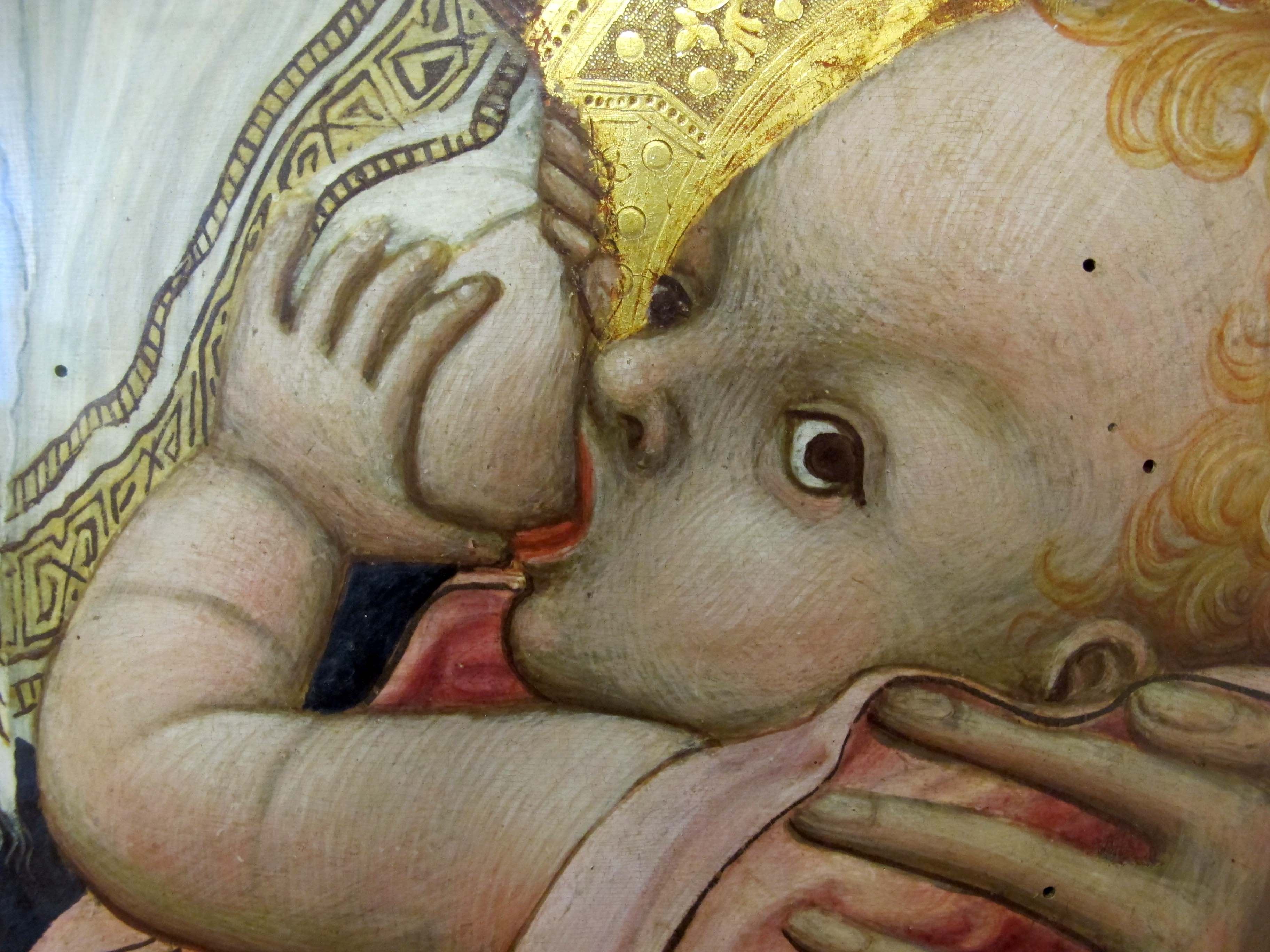
Ambrogio Lorenzetti, Madonna del latte, dipinta a tempera su tavola

La pittura a tempera (dal latino temperare – mescolare) è una tecnica che si avvale dell'uso di un colore preparato mescolando pigmenti in polvere con un legante formato da un'emulsione in fase acquosa (parti oleose in minoranza, che "nuotano" sospese in forma di piccole gocce nell'acqua).
Le parti solubili in acqua dell'emulsione che costituiscono il colore a tempera sono uovo, caseina, colle animali, gomme vegetali, amidi; quelle insolubili sono olii (olio di lino, di noce, di papavero), resine, cere, lacche. Per quanto riguarda l'uovo viene utilizzato intero, oppure il solo tuorlo o il solo albume.
I supporti utilizzati possono essere svariati: carta, cartone, tela, legno, ecc.. I supporti per la tempera grassa o per quella verniciata, richiedono una preparazione analoga a quella per la tecnica a olio: nel caso di pannelli in legno, per evitare deformazioni causate da un differente grado di umidità tra le due superfici, è necessario un fondo a gesso che impegna entrambi i lati del supporto, seguito in genere da una imprimitura.

## I diversi tipi di tempera
A seconda delle sostanze utilizzate si parla di tempera all'uovo, alla caseina, alla gomma ecc. Tutte queste possono essere macinate come tempere “magre” o “grasse”. Il diluente utilizzato per la “tempera magra” è sempre l'acqua mentre per la “tempera grassa” nella quale prevalgono le parti oleo-resinose, può essere lo spirito di trementina o un altro solvente analogo.
Rispetto ai colori ad olio le tempere presentano il vantaggio di asciugare rapidamente, rimanendo in alcuni casi insolubili all'acqua e di avere tinte più stabili nel tempo. Uno svantaggio è rappresentato dalla variazione di tono che subentra tra il momento della stesura e l'asciugatura. A prescindere dalla composizione del legante, si può distinguere in tempere verniciate – molto simili nel loro aspetto a pitture ad olio – e tempere non verniciate, dall'aspetto piatto e opaco.
I colori a tempera veri e propri sono raramente reperibili in commercio perché deperiscono facilmente e possono essere resi durevoli solo con aggiunta di conservanti. Questo vale in maggior modo per la tempera alla caseina. Per questo motivo i pittori usano di norma prepararsi da sé i colori a tempera secondo necessità, mescolando i pigmenti con un'emulsione.
I colori a guazzo, che trovarono vasto impiego fino al 20º secolo, possono essere considerati delle tempere, ma se ne distinguono per la composizione (pigmenti con un bianco inerte e gomma arabica o colla) che li rende assai più spessi e coprenti e non permette mezze-velature come la tempera all'uovo. Gran parte dei colori in tubo reperibili in commercio denominati tempere sono in realtà colori a guazzo.

## Storia
Il significato attribuito al termine tempera è andato più volte cambiando nel corso della storia dell'arte.

La pittura a tempera affonda le sue radici nell'arte delle antiche civiltà di Egitto, India, Cina, Giappone e dell'America centrale (con i Maya).
Fra i più antichi esempi giunti fino a noi vi sono i cosiddetti Ritratti del Fayum, realizzati in Egitto da comunità grecoromane a partire dal III secolo a.c.
La tempera all'uovo su tavola si impone come tecnica per la realizzazione delle icone bizantine, e manterrà in Europa un ruolo predominante durante il medioevo, per la realizzazione di pale d'altare, ritratti, decorazione di arredi e complementi architettonici.
Pur essendo progressivamente sostituita dal XV secolo dalla pittura ad olio, per altri trecento anni circa verrà comunque utilizzata una combinazione di entrambe le tecniche. Per molte pitture come quelle fiamminghe, venete o fiorentine del XV secolo, nelle quali i primi strati venivano eseguiti con una sorta di tempera e completati poi con velature di olii e resine, sarebbe più appropriata la definizione di tecnica mista.
Nel suo trattato, Cennino Cennini parla della tempera anche per pitture murali e infatti, assieme all'affresco, la tecnica “a secco” fu di sovente usata durante il medioevo e il Rinascimento italiano (ad esempio: Mantegna, Camera degli sposi di Mantova, e Leonardo, col Cenacolo di Milano).

## Varietà dei pigmenti
Anticamente il pittore preparava da se stesso i pigmenti, lavorando la materia prima che, nel caso delle terre e dei minerali, doveva essere prima ridotta finemente in polvere. I metodi di preparazione, differenti per ogni pigmento, furono minutamente descritti in numerosi trattati dell'epoca. I pigmenti in uso nel medioevo e nel rinascimento, fino alla realizzazione dei pigmenti sintetici nel corso dell'Ottocento, erano in prevalenza di origine minerale, ma non mancavano pigmenti artificiali (biacca, giallorino, blu egiziano), quelli ottenuti da sostanze vegetali (lacche assai poco resistenti alla luce e quindi fugaci nel tempo) o di origine animale. Alcuni tra i più diffusi erano:
- Bianco di piombo o Biacca
- Giallorino (ossido di piombo e stagno)
- Terre (ossido di ferro): ocre gialle, rosse, brune e verdi
- Lacche animali o vegetali rosse
- Rosso cocciniglia
- Rosso cinabro o solfuro mercurico
- Blu oltremare, o Lapislazuli,
- Azzurrite
- Verde Malachite
- Nero carbone di vite